# Eumida parvicirrus
Eumida parvicirrus är en ringmaskart som beskrevs av Perkins 1984. Eumida parvicirrus ingår i släktet Eumida och familjen Phyllodocidae. Inga underarter finns listade i Catalogue of Life.